# Yamagata (cidade)
Yamagata (山形市, Yamagata-shi) é a capital da Prefeitura de Yamagata, localizada na Região de Tohoku, no norte do Japão. Em 1 de outubro de 2015, a cidade tinha uma população de 253.832 habitantes divididos em 100.303 casas e uma densidade populacional de 665,21 habitantes/km². A área total é de 381,58 km².

## História
A área da atual Yamagata era parte da Província de Dewa. Durante o Período Edo, ela foi o centro do Domínio de Yamagata sob o Xogunato Tokugawa. A moderna cidade de Yamagata foi fundada em 1 de abril de 1889 como a capital da Prefeitura de Yamagata. A cidade obteve o status de Cidade especial em 1 de abril de 2001.

## Geografia
Yamagata está localizada no sudoeste montanhoso da Prefeitura de Yamagata. O Rio Mogami passa através da cidade, que inclui o Monte Zaō dentro de seus limites.

### Municipalidades vizinhas
- Prefeitura de Yamagata[2]
  - Tendō
  - Kaminoyama
  - Higashine
  - Nan'yō
  - Yamanobe
  - Nakayama
- Prefeitura de Miyagi[2]
  - Sendai
  - Kawasaki

### Clima
Yamagata está na extremidade norte da transição do clima subtropical úmido para continental úmido. Esta zona climática é caracterizada por verões quentes e úmidos com temperaturas maiores que 30 °C, e invernos moderadamente longos, frios e com muita neve. Yamagata é parte da área de neve pesada do Japão (Gosetsu chitai, 豪雪地帯) com queda de neve na maioria dos dias de inverno. Yamagata registrou a mais alta temperatura já registrada no Japão (40,8 °C em 25 de julho de 1933) até o recorde ser batido pelos 40,9 °C registrados em Kumagaya (Saitama) e Tajimi (Gifu) em 16 de agosto de 2007.
Yamagata está localizada em um vale central largo que pode esquentar rapidamente na primavera e verão com dias nublados e úmidos, enquanto que ao leste na Prefeitura de Miyagi, na costa do Oceano Pacífico, geralmente o clima é mais claro e mais temperado.
| Dados climáticos para Yamagata, Yamagata (1981-2010) | Dados climáticos para Yamagata, Yamagata (1981-2010) | Dados climáticos para Yamagata, Yamagata (1981-2010) | Dados climáticos para Yamagata, Yamagata (1981-2010) | Dados climáticos para Yamagata, Yamagata (1981-2010) | Dados climáticos para Yamagata, Yamagata (1981-2010) | Dados climáticos para Yamagata, Yamagata (1981-2010) | Dados climáticos para Yamagata, Yamagata (1981-2010) | Dados climáticos para Yamagata, Yamagata (1981-2010) | Dados climáticos para Yamagata, Yamagata (1981-2010) | Dados climáticos para Yamagata, Yamagata (1981-2010) | Dados climáticos para Yamagata, Yamagata (1981-2010) | Dados climáticos para Yamagata, Yamagata (1981-2010) | Dados climáticos para Yamagata, Yamagata (1981-2010) |
| Mês                                                  | Jan                                                  | Fev                                                  | Mar                                                  | Abr                                                  | Mai                                                  | Jun                                                  | Jul                                                  | Ago                                                  | Set                                                  | Out                                                  | Nov                                                  | Dez                                                  | Ano                                                  |
| ---------------------------------------------------- | ---------------------------------------------------- | ---------------------------------------------------- | ---------------------------------------------------- | ---------------------------------------------------- | ---------------------------------------------------- | ---------------------------------------------------- | ---------------------------------------------------- | ---------------------------------------------------- | ---------------------------------------------------- | ---------------------------------------------------- | ---------------------------------------------------- | ---------------------------------------------------- | ---------------------------------------------------- |
| Média alta °C (°F)                                   | 3.1 (37.6)                                           | 4.0 (39.2)                                           | 8.4 (47.1)                                           | 16.2 (61.2)                                          | 22.0 (71.6)                                          | 25.4 (77.7)                                          | 28.4 (83.1)                                          | 30.4 (86.7)                                          | 25.2 (77.4)                                          | 19.0 (66.2)                                          | 12.2 (54)                                            | 6.4 (43.5)                                           | 16.72 (62.11)                                        |
| Média diária °C (°F)                                 | −0.4 (31.3)                                          | 0.1 (32.2)                                           | 3.5 (38.3)                                           | 10.1 (50.2)                                          | 15.7 (60.3)                                          | 19.8 (67.6)                                          | 23.3 (73.9)                                          | 24.9 (76.8)                                          | 20.1 (68.2)                                          | 13.6 (56.5)                                          | 7.4 (45.3)                                           | 2.6 (36.7)                                           | 11.73 (53.11)                                        |
| Média baixa °C (°F)                                  | −3.4 (25.9)                                          | −3.3 (26.1)                                          | −0.7 (30.7)                                          | 4.5 (40.1)                                           | 10.1 (50.2)                                          | 15.2 (59.4)                                          | 19.4 (66.9)                                          | 20.7 (69.3)                                          | 16.2 (61.2)                                          | 9.2 (48.6)                                           | 3.2 (37.8)                                           | −0.7 (30.7)                                          | 7.53 (45.58)                                         |
| Média precipitação mm (pol.)                         | 83.0 (3.268)                                         | 62.7 (2.469)                                         | 68.6 (2.701)                                         | 68.4 (2.693)                                         | 75.4 (2.969)                                         | 110.5 (4.35)                                         | 157.0 (6.181)                                        | 150.8 (5.937)                                        | 127.2 (5.008)                                        | 92.4 (3.638)                                         | 84.5 (3.327)                                         | 82.7 (3.256)                                         | 1 163,2 (45,797)                                     |
| Queda de neve média cm (pol.)                        | 148 (58.3)                                           | 125 (49.2)                                           | 57 (22.4)                                            | 3 (1.2)                                              | 0 (0)                                                | 0 (0)                                                | 0 (0)                                                | 0 (0)                                                | 0 (0)                                                | 0 (0)                                                | 10 (3.9)                                             | 77 (30.3)                                            | 420 (165.3)                                          |
| Média de dias ensolarados                            | 26.6                                                 | 22.2                                                 | 16.5                                                 | 2.5                                                  | 0                                                    | 0                                                    | 0                                                    | 0                                                    | 0                                                    | 0                                                    | 4.2                                                  | 18.5                                                 | 90.5                                                 |
| Média umidade relativa (%)                           | 81                                                   | 77                                                   | 69                                                   | 62                                                   | 65                                                   | 72                                                   | 77                                                   | 75                                                   | 77                                                   | 77                                                   | 78                                                   | 80                                                   | 74.2                                                 |
| Média mensal horas de sol                            | 84.8                                                 | 98.9                                                 | 140.3                                                | 176.1                                                | 191.5                                                | 158.8                                                | 143.7                                                | 178.4                                                | 128.7                                                | 132.1                                                | 99.2                                                 | 80.7                                                 | 1 613,2                                              |
| Fonte: Agência Meteorológica do Japão                |                                                      |                                                      |                                                      |                                                      |                                                      |                                                      |                                                      |                                                      |                                                      |                                                      |                                                      |                                                      |                                                      |

## Educação
- Yamagata University, incluindo o Campus Kojirakawa (Faculdade de Literatura e Ciências Sociais, Faculdade de Ciências e Faculdade de Educação, Arte e Ciências) e o Campus Iida (Faculdade de Medicine, Escola de Enfermagem e Hospital Universidade).[5]
- Yamagata Prefectural University of Health Sciences
- Tohoku University of Art & Design[6]
- Tohoku Bunkyo College
- Yamagata possui 36 escolas de shougakkou, 15 escolas de chuugakkou, 14 escolas de ensino médio e três escolas de educação especial.[7]

## Cidades-irmãs
- Kitzbühel, Áustria (1963)
- Ulan-Ude, Rússia (1991)
- Boulder, Estados Unidos (1994)
- Swan Hill, Austrália (1980)
- Jilin, China